# Hermoniana
Hermoniana är ett släkte av insekter. Hermoniana ingår i familjen vårtbitare.
Kladogram enligt Catalogue of Life:
| Hermoniana | \| \| Hermoniana blondheimae \| \| \| \| \| \| Hermoniana brozai \| \| \| \| |
|            | \| \| Hermoniana blondheimae \| \| \| \| \| \| Hermoniana brozai \| \| \| \| |
|            | Hermoniana blondheimae                                                       |
|            |                                                                              |
|            | Hermoniana brozai                                                            |
|            |                                                                              |